# Mabilleodes kenrickalis
Mabilleodes kenrickalis is een vlinder uit de familie van de grasmotten (Crambidae), uit de onderfamilie van de Odontiinae. De wetenschappelijke naam van deze soort is voor het eerst voorgesteld als Tegostoma kenrickalis door Hubert Marion en Pierre Viette in een publicatie uit 1956.
De soort komt voor in Madagaskar.